# Virgilio Noè
Virgilio Cardeal Noè (Zelata Bereguardo, 30 de março de 1922 — Roma, 24 de julho de 2011) foi um cardeal italiano, último mestre-de-cerimônia do Papa Paulo VI e primeiro do Papa João Paulo II. Conhecido como mestre-de-cerimônia de três Papas. Foi arcipreste da Basílica de São Pedro.

## Presbiterato
Virgilio Noè estudou no Seminário de Pavia; e na Pontifícia Universidade Gregoriana, em Roma. Foi ordenado sacerdote, em 1 de outubro de 1944. Trabalhou pastoralmente na diocese de Pavia, de 1944 a 1948. Continuou seus estudos em Roma, de 1948 a 1952.
Consecutivamente, de 1952 a 1964, membro de faculdade do Seminário de Pavia e do Seminário de Tortona; foi conselheiro de "Católicos Graduados"; presidente da comissão litúrgica diocesana; conselheiro da União Católica Italiana de Professores.
De 1964 a 1969, em Roma, foi secretário e presidente do Centro de Ação Litúrgica da Itália e membro da faculdade do Pontifício Instituto Litúrgico Santo Anselmo; diretor de
Liturgia; membro do comitê para a revisão das cerimônias pontificias; vice-reitor do Seminário Lombardo dos Santos Ambrósio e Carlos, de 1966 a 1968; presidente da Associação Italiana de Exploradores Católicos.
Foi subsecretário da Congregação para o Culto Divino, em 9 de maio de 1969. Mestre de cerimônias pontifícias, de 9 de janeiro de 1970 a 6 de março de 1982. Nomeado capelão da Guarda Pontifícia, em 1970. Membro da comissão para o estudo do papel das mulheres na sociedade e na Igreja. Membro do Comitê Central do Ano Santo de 1975. Subsecretário da Congregação para os Sacramentos e o Culto Divino, seção do Culto Divino, em 14 de julho de 1975. Secretário anexo da Congregação para os Sacramentos e o Culto Divino, em 21 de outubro de 1977.

## Episcopado
Foi eleito Arcebispo titular de Voncaria e nomeado secretário da Congregação para o Culto Divino e Disciplina dos Sacramentos, seção de Culto Divino, em 30 de janeiro de 1982. Foi ordenado bispo, em 6 de março de 1982, no Vaticano, pelo Papa João Paulo II.
Foi auxiliar do cardeal Aurelio Sabattani, arcipreste da patriarcal basílica Vaticano, e delegado da Fábrica de São Pedro.
Foi presidente da Comissão Permanente para a Preservação os Monumentos Históricos e Artísticos da Santa Sé, em 24 de maio de 1989.  Foi Vigário geral da Cidade do Vaticano, em 14 de janeiro de 1991.

## Cardinalato
João Paulo II o criou cardeal, na ordem dos cardeais-diácono, em 28 de junho de 1991; recebeu o barrete cardinalício e a diaconia de São João Bosco na Via Tuscolana, em 28 de junho de 1991. Arcipreste da patriarcal basílica Vaticano, vigário geral da Cidade do Vaticano, e presidente da Fábrica de São Pedro, em 1º de julho de 1991. Presidente da Comissão de Cardeais para os Pontifícios Santuários de Pompeia, Loreto e Bari, em 12 de setembro de 1993.
Em 26 de fevereiro de 2002 foi elevado a ordem dos cardeais presbíteros com o titulo Rainha dos Apóstolos. Aos 24 de abril de 2002 renunciou por limite de idade a arcipreste da Basílica de São Pedro e a presidência da Fábrica de São Pedro.